# Росомаха
Росома́ха звича́йна (Gulo gulo L.), ссавець з родини куницевих (Mustelidae). Вважається надзвичайно лютим хижаком, через що його завжди переслідували. До кінця XIX століття — початку XX століття зустрічалася на Поділлі, Черкащині та Житомирщині, але зникла там через переслідування з боку людини. Сучасні найближчі знахідки розташовано далеко на півночі (вид тепер не відомий не тільки в Україні, але й у Білорусі).

## Поширення
Країни поширення: Канада, Китай, Естонія, Фінляндія, Монголія, Норвегія, Російська Федерація, Швеція, Сполучені Штати Америки. Проживає в тундровій і тайговій зонах. Може бути знайдена в лісах, горах або відкритих рівнинах.

## Морфологія
Один з найбільших видів своєї родини. Тіло (завдовжки 76–86 см, маса 11–14, зрідка до 32 кг) кремезне, присадкувате (висота у плечах 35–45 см), на коротких, напівстопохідних кінцівках з напіввтяжними кігтями. Загальне забарвлення чорно-коричневе. Світло-коричнева смуга тягнеться уздовж кожного з боків тіла від плеча до крижів і приєднується до своєї протилежної смуги над чи на основі хвоста. Нагадує гігантську куницю, з кремезною великою головою, відносно невеликими, округлими вухами, коротким хвостом і масивними кінцівками. Самиці мають чотири черевні й чотири пахові молочні залози. Зубна формула: I 3/3, C 1/1, P 4/4, M 1/2 = 38.

## Поведінка
Для житла може побудувати грубе ложе з трави чи листя в печері, чи в ущелині між каменями або в норі, збудованій іншими тваринами чи під деревами, що впали. Більшість випадків материнських лігв у Фінляндії були виявлені в норах під снігом. Росомаха в основному наземна тварина, але вона може лазити по деревах з великою швидкістю і є чудовим плавцем. Має гострий нюх але, мабуть, поганий зір і посередній слух. Активність переважно нічна, але іноді зустрічається і вдень. На крайній півночі, де є періоди тривалого світла чи пітьми, росомаха має почергові 3–4-годинні періоди активності та сну. Взимку у пошуках їжі може покривати до 45 км за добу. Може рухатись галопом тривалий період, іноді долаючи 10–15 км без відпочинку. У гірських районах рухається до нижчих висот взимку. Молодь зазвичай розсіюється на 30–100 км від свого материнського діапазону проживання. При вдалому полюванні, надлишок здобичі росомаха ховає, вкриваючи землею чи снігом або вклинюючи в розгалуження дерев. Проживає при відносно низькій щільності населення, У Скандинавії за різними оцінками щільність поширення — одна особина на 200—500 км². Особа тієї ж статі не допускається на територію. У межах території кожного самця знаходяться території трьох чи чотирьох дорослих самиць і їх потомство. Росомаха — солітарний вид, за винятком сезону парування.

## Міжвидові відносини
Є неперевершеним по силі серед ссавців його розміру і, як повідомляється, відганяє ведмедів і пум від їхньої здобичі. Живиться падлом, яйцями птахів, що гніздяться на землі, лемінгами і ягодами. Великі ссавці, такі як олені, сарни й дикі вівці стають жертвами росомахи в основному взимку, коли сніговий покрив дозволяє їй рухатися швидше, ніж потенційній здобичі. Ловить дрібних гризунів, кидаючись на них, може також вирити їх з-під землі.
Вовк, чорний ведмідь (Ursus americanus), бурий ведмідь, пума і беркут (Aquila chrysaetos) здатні вбити росомаху, особливо молоду й недосвідчену. Вовки, однак, радше за все, найбільші природні вороги росомахи. Вовки можуть вбити росомаху, коли та не може врятуватися, вилізши на дерево, — або через відсутність дерев, або тому, що тварина втрапила у пастку. До смерті росомахи також можуть призвести поїдання голок голкошерста канадського і голод. У полонених тварин констатували як причини смерті зубні, горлові інфекції й туберкульоз.

## Життєвий цикл
Самиці дають потомство раз на два роки. Спарювання зазвичай відбувається з кінця квітня по липень, але імплантація заплідненої яйцеклітини в матку відкладається до наступного листопада — березня, а народження малят відбувається з січня по квітень. Зазвичай, кількість дитинчат у виводку від двох до чотирьох, а діапазон від одного до п'яти. Активна вагітність триває 30–40 днів. Малюки важать 90–100 грамів при народженні, годуються молоком протягом 8–10 тижнів, досягають дорослого розміру за рік. Статева зрілість настає на другому або третьому році життя. Одна росомаха жила в неволі 17 років і 4 місяців.

## Генетика
Каріотип характеризується диплоїдним числом, 2n=42.

## Загрози та охорона
Втрата місць проживання і винищення людьми є найбільшими загрозами. Росомаха зареєстрована у великій кількості заповідних територій.

## У культурі

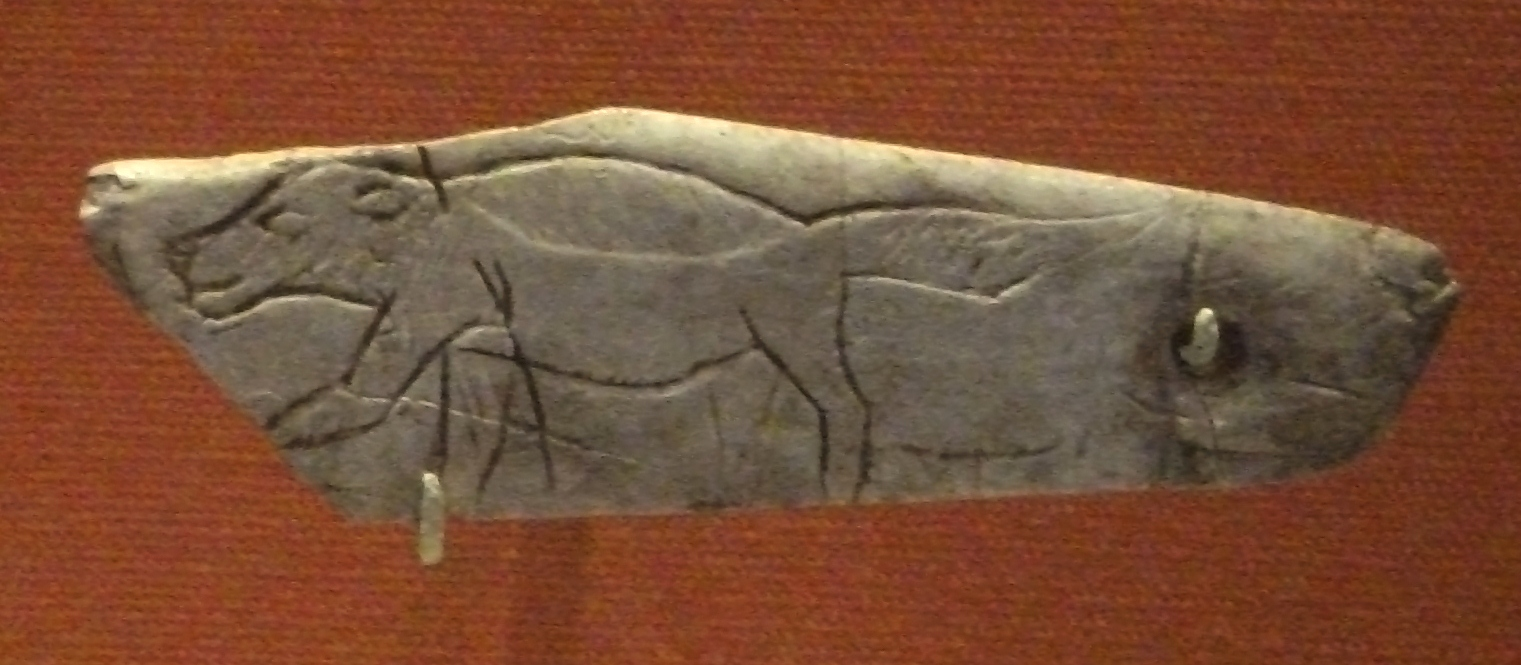
Підвіска з кістки, прикрашена вигравіруваним малюнком росомахи, Лез-Езі на півдні Франції, вік 12 500 років

Багато північноамериканських міст, команд і організацій використовують росомаху як талісман. Наприклад, американський штат Мічиган за традицією відомий як «штат Росомахи», а Університет Мічигану вважає цю тварину своїм талісманом. Проте в Мічигані росомахи зустрічаються вкрай рідко. Також існували професійні бейсбольні та футбольні клуби під назвою «Росомахи». Є й фінські хокейні команди з логотипом-росомахою. Стилістичне зображення тварини є на гербі фінського муніципалітету Кіттіля і норвезького — Барду.
Персонаж коміксів Marvel Джеймс «Логан» Хоулетт отримав ім'я «Росомаха» через його невисокий зріст, гострі чуття тварин і лютість. «Росомахи» — група опору у фільмі «Червоний світанок» 1984 р.
Росомаха поширена в оповіданнях та усній історії різних алгонкінських племен і фігур, які займають чільне місце в міфології народу інну у східному Квебеку й Лабрадорі. Росомаха відома як Куекуатшеу, підступний шулер, який створив світ. Історія формування світу інну починається дуже давно, коли Куекуатшеу побудував великий човен, схожий на Ноїв ковчег, і помістив у нього всі різні види тварин. Була велика кількість дощу, і земля була затоплена. Він сказав росомасі зануритися у воду, щоб дістати трохи бруду та каменів, які він змішав разом, щоб створити острів, який є світом, в якому ми зараз живемо разом з усіма тваринами. Багато оповідань про Куекуатшеу часто жартівливі й нешанобливі й включають грубі посилання на функції тіла. Деякі північно-східні племена, такі як мікмаки й пасамакуоди, називають росомаху Локсом, який зазвичай фігурує в казках як небезпечний ошуканець та злодій, і часто зображується як товариш вовка. Аналогічно, дене, група атабасканських вихідців із північно-західної Канади, мають багато історій про росомаху як ошуканця.

## Виноски
1. ↑  Маркевич, О. П. Номенклатура // Маркевич О. П., Татарко К. І. Російсько-українсько-латинський зоологічний словник. — Київ : Наук. думка, 1983. — С. 236.
2. 1 2  Abramov, A.V. (2016). Gulo gulo. The IUCN. Процитовано 11.05.2020.
3. 1 2 3 4 5  Ronald M. Nowak Walker's carnivores of the world — JHU Press, 2005, p. 162
4. 1 2  Maria Pasitschniak-Arts and Serge Lariviere Gulo gulo / Mammalian Species No. 499, 1995, pp. 1–10
5. ↑  Stephen J. O'Brien, Joan C. Menninger, William G. Nash Atlas of mammalian chromosomes — John Wiley and Sons, 2006, p. xxii
6. ↑  Swann, Brian, editor. (2005). Algonquian Spirit: Contemporary Translations of the Algonquian Literatures of North America. Bison Books. ISBN 978-0803293380
7. ↑  Armitage, Peter (1992). Religious ideology among the Innu of eastern Quebec and Labrador (PDF). Religiologiques. 6. Архів оригіналу (PDF) за 1 січня 2007. Процитовано 29 червня 2007.
8. ↑  Millman, Lawrence. (1993). Wolverine Creates the World: Labrador Indian Tales. Capra Press. ISBN 978-0884963639
9. ↑  Lynch, Patricia Ann and Jeremy Roberts. (2010). Native American Mythology A to Z. Chelsea House Publishers. ISBN 978-1604138948
10. ↑  Moore, Patrick and Angela Wheelock. (1990). Wolverine Myths and Visions: Dene Traditions from Northern Alberta. University of Nebraska Press. ISBN 978-0803281615